# Étienne-Louis Malus
Etienne-Louis Malus (Paris, 23 de julho de 1775 — Paris, 24 de fevereiro de 1812) foi um oficial, engenheiro, físico e matemático francês. É perpetuado como um dos 72 nomes na Torre Eiffel.
Malus participou da campanha do Egito de Napoleão Bonaparte (1798 a 1801) e foi membro da seção de matemática do Institut d'Égypte. Malus tornou-se membro da Académie des Sciences em 1810, ano em que a Royal Society premiou-o com a Medalha Rumford.

## Matemática
Seu trabalho matemático estava quase inteiramente relacionado com o estudo da luz. Ele estudou geométricas sistemas chamados sistemas de raios, intimamente ligado à ray systems de Julius Plücker. Ele conduziu experimentos para verificar as teorias da luz de Christiaan Huygens e reescreveu a teoria de forma analítica. Sua descoberta da polarização da luz por reflexão foi publicada em 1809 e sua teoria da dupla refração da luz nos cristais, em 1810.
Malus tentou identificar a relação entre o ângulo polarizador de reflexão que ele havia descoberto e o índice de refração do material refletivo. Embora tenha deduzido a relação correta para a água, ele não foi capaz de fazê-lo para os vidros devido à baixa qualidade dos materiais disponíveis (a maioria dos vidros naquela época apresentava uma variação no índice de refração entre a superfície e o interior do vidro). Foi somente em 1815 que Sir David Brewster foi capaz de fazer experiências com vidros de alta qualidade e formular corretamente o que é conhecido como a lei de Brewster. Essa lei foi posteriormente explicada teoricamente por Augustin Fresnel, como um caso especial de suas equações de Fresnel.
Malus é provavelmente mais lembrado pela lei de Malus, fornecendo a intensidade resultante, quando um polarizador é colocado no caminho de um feixe incidente.

## Trabalhos selecionados
- Mémoire sur la mesure du pouvoir réfringent des corps opaques. in Nouveau bulletin des sciences de la Société philomathique de Paris, 1 (1807), 77–81
- Mémoire sur de nouveaux phénomènes d’optique. ibid., 2 (1811), 291–295
- Traité d’optique. in Mémoires présentés à l’Institut des sciences par divers savants, 2 (1811), 214–302
- Théorie de la double réfraction de la lumière dans les substances cristallines. ibid., 303–508